# MK John Wilson Trophy
MK John Wilson Trophy – międzynarodowe zawody w łyżwiarstwie figurowym seniorów rozgrywane w Wielkiej Brytanii od 2022 roku. Wchodzą w cykl zawodów Grand Prix organizowanych przez Międzynarodową Unię Łyżwiarską.

## Medaliści

### Soliści
| Rok  | Miasto    | Złoto         | Srebro           | Brąz      | Źr.   |
| ---- | --------- | ------------- | ---------------- | --------- | ----- |
| 2022 | Sheffield | Daniel Grassl | Deniss Vasiļjevs | Shun Satō | [ 2 ] |

### Solistki
| Rok  | Miasto    | Złoto      | Srebro         | Brąz                | Źr.   |
| ---- | --------- | ---------- | -------------- | ------------------- | ----- |
| 2022 | Sheffield | Mai Mihara | Isabeau Levito | Anastasija Gubanowa | [ 3 ] |

### Pary sportowe
| Rok  | Miasto    | Złoto                           | Srebro                     | Brąz                            | Źr.   |
| ---- | --------- | ------------------------------- | -------------------------- | ------------------------------- | ----- |
| 2022 | Sheffield | Alexa Knierim / Brandon Frazier | Sara Conti / Niccolò Macii | Letizia Roscher / Luis Schuster | [ 4 ] |

### Pary taneczne
| Rok  | Miasto    | Złoto                            | Srebro                    | Brąz                            | Źr.   |
| ---- | --------- | -------------------------------- | ------------------------- | ------------------------------- | ----- |
| 2022 | Sheffield | Charlène Guignard / Marco Fabbri | Lilah Fear / Lewis Gibson | Marjorie Lajoie / Zachary Lagha | [ 5 ] |